# Sepé Tiaraju
Sepé Tiaraju (ur. w 1723 r. w São Luiz Gonzaga, Brazylia, zm. 7 lutego 1756 r. w São Gabriel) – lider Indian z plemienia Guaraní. Podczas wojny Guaraní przewodził siłom Indian zamieszkujących misje jezuickie w walce z połączonymi wojskami Hiszpanii i Portugalii. Zginął w jednej z potyczek tej wojny.

## Życiorys
Sepé Tiaraju urodził się ok. 1723 r. w misji jezuickiej São Luiz Gonzaga na terenie dzisiejszego stanu Rio Grande do Sul w Regionie Południowym Brazylii. Jezuici nadali mu imię José i wychowywali go po tym, jak rodzice chłopca zmarli na szkarlatynę. On również zachorował i jako ślad po chorobie zostały mu liczne blizny, jedna z nich na czole miała kształt półksiężyca. Dorastając, Sepé łączył nauki jezuitów z duchem wolności Indian, stając się w ten sposób liderem społeczności indiańskiej. 
Kiedy w wyniku postanowień Traktatu Madryckiego z 1750 roku, Hiszpania i Portugalia podzieliły pomiędzy siebie sporne ziemie na terenie dzisiejszej południowej Brazylii, Argentyny i Paragwaju, część misji jezuickich została przeniesiona, a dotychczasowi mieszkańcy zmuszeni do przesiedlenia. 
Jezuici i zamieszkujący w misjach Indianie Guaraní nie chcieli zgodzić się na wysiedlenie. Indianie podjęli więc walkę zbrojną z wojskami Hiszpanii i Portugalii, które chciały wyegzekwować zapisy Traktatu. “Ta ziemia ma już swojego pana” (Esta terra tem dono) - miał powiedzieć wówczas Sepé, nawołując współplemieńców do stawiania oporu. 
Sepé stał na czele sił Guaraní przez trzy lata, aż do momentu swojej śmierci. Zginął w potyczce, 7 lutego 1756 roku, kiedy jadąc konno został raniony lancą, a następnie postrzelony. Trzy dni po jego śmierci rozegrała się najbardziej krwawa bitwa tej wojny - bitwa pod Caiboaté, w której zginęło ponad 1500 Indian. Był to koniec oporu Indian.

## Obecność w kulturze popularnej
Pierwsze literackie wzmianki o Sepé Tiaraju pojawiły się już w 1769 roku w poemacie Uraguai Basílio da Gamy. Mit wojownika Sepé Tiaraju spopularyzował poeta João Simões Lopes Neto w utworze O Lunar de Sepé (1913). Postać indiańskiego przywódcy jest silnym elementem tożsamości stanu Rio Grande do Sul, pojawia się w licznych regionalnych poematach i utworach muzycznych, które traktują o jego życiu. Na terenie stanu można spotkać jego pomniki. Na południu Brazylii Sepé Tiaraju jest przedstawiany niemal jako święty i pojawiły się inicjatywy, aby oficjalnie go kanonizować w Kościele katolickim, jednak są to jedynie propozycje pewnej części kościoła, inspirowanej teologią wyzwolenia.  
Lotnisko w Santo Ângelo w stanie Rio Grande do Sul nosi nazwę Sepé Tiaraju.